# 哈得斯佩斯縣 (德克薩斯州)
哈得斯佩斯县（英語：Hudspeth County）是位於美国德克萨斯州西部的一個縣，北鄰新墨西哥州，南界墨西哥，面積11,841平方公里。根據2010年人口普查，本縣共有人口3,476人。本縣縣治為西埃拉布蘭卡。本縣是九個組成跨佩科斯區域的縣份之一。
本縣成立於1917年，縣名以歷任德克薩斯州參議員、聯邦眾議員的克勞德·本頓·哈得斯佩斯（Claude Benton Hudspeth）命名。本縣過去曾先後名為達林頓縣（Darlington County）和特尼縣（Turney County）。

## 地理

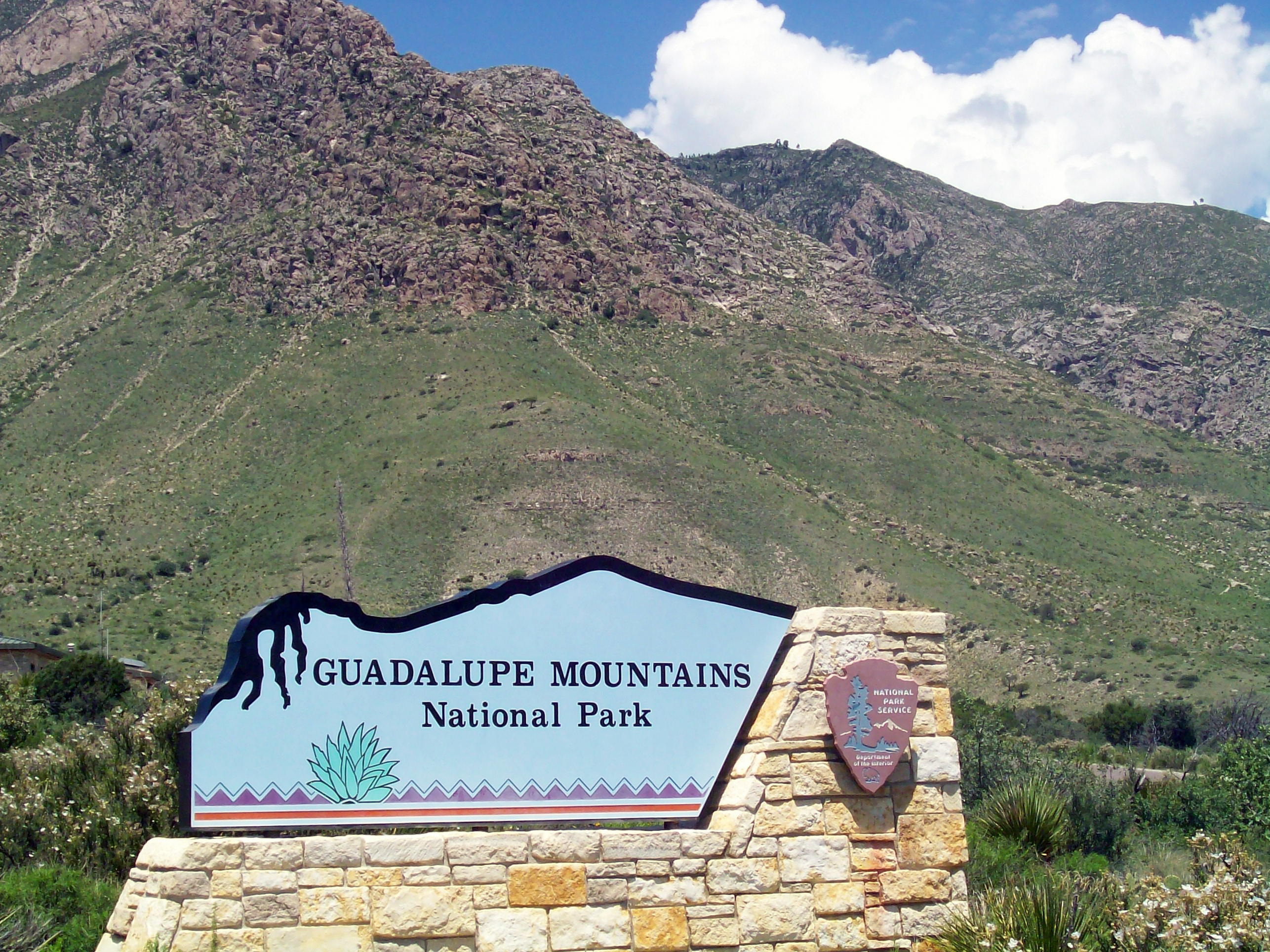
瓜達盧佩山脈國家公園

根據2000年人口普查，哈得斯佩斯縣的總面積為4,572平方英里（11,840平方），其中有4,571平方英里（11,840平方），即99.98%為陸地；1平方英里（2.6平方），即0.02%為水域。本縣既是德克薩斯州面積第三大的縣份，亦是美國面積第80大的縣份。在德克薩斯州中，只有本縣和厄爾巴索縣位於北美山区时区內，而非北美中部时区。

### 毗鄰縣市
- 新墨西哥州 奧特羅縣：北方
- 德克薩斯州 克伯森縣：東方
- 德克薩斯州 傑夫·戴維斯縣：東南方
- 德克薩斯州 普雷西迪奧縣：南方
- 墨西哥 奇瓦瓦州 瓜達洛普市（英语：Guadalupe Municipality, Chihuahua）：南方
- 墨西哥 奇瓦瓦州 普拉塞底斯·G·格雷羅市（英语：Práxedis G. Guerrero Municipality）：南方
- 德克薩斯州 厄爾巴索縣：西方

### 國家保護區
- 瓜達洛普山國家公園（部分）

## 人口
| 调查年             | 人口  | 备注 | %±     |
| ------------------ | ----- | ---- | ------ |
| 1920               | 962   |      | —      |
| 1930               | 3,728 |      | 287.5% |
| 1940               | 3,149 |      | −15.5% |
| 1950               | 4,298 |      | 36.5%  |
| 1960               | 3,343 |      | −22.2% |
| 1970               | 2,392 |      | −28.4% |
| 1980               | 2,728 |      | 14.0%  |
| 1990               | 2,915 |      | 6.9%   |
| 2000               | 3,344 |      | 14.7%  |
| 2010               | 3,476 |      | 3.9%   |
| [ 8 ] [ 9 ] [ 10 ] |       |      |        |

根據2000年人口普查，哈得斯佩斯縣擁有3,344居民、1,092住戶和841家庭。其人口密度為每平方英里0.7居民（每平方公里0.3居民）。本縣擁有1,471間房屋单位，其密度為每平方英里0.3 間（每平方公里0.1間）。而人口是由87.23%白人、0.33%黑人、1.41%土著、0.18%亞洲人、8.76%其他種族和2.09%混血构成。而西班牙裔或拉丁美洲人佔了人口75.03%。
在1,092住户中，有45.3%擁有一個或以上的兒童（18歲以下）、63%為夫妻、11.4%為單親家庭、22.9%為非家庭、21.1%為獨居、8.3%住戶有同居長者。平均每戶有3.03 人，而平均每個家庭則有3.56人。在3,344居民中，有34.1%為18歲以下、8.9%為18至24歲、26.7%為25至44歲、20.4%為45至64歲以及9.9%為65歲以上。人口的年齡中位數為30歲，女子對男子的性別比為100：102.9。成年人的性別比則為100：94.3。
本縣的住戶收入中位數為$21,045，而家庭收入中位數則為$22,314。男性的收入中位數為$22,862 ，而女性的收入中位數則為$18,594，人均收入為$9,549。約32.6%家庭和35.8%人口在貧窮線以下，包括41.3%兒童（18歲以下）及42.6%長者（65歲以上）。